# トレント大学 (カナダ)
トレント大学（英語: Trent University）は、オンタリオ州、ピーターボロに本部を置くカナダの公立大学。1964年創立、1964年大学設置。
教養課程の教育に力を入れている高等教育機関。現在の学長はローバータ・ボンダー（Roberta Bondar）で、総長はボニー・パターソン（Bonnie Patterson）。

## キャンパス
トレント大学のシモンズ・キャンパスは市内の北端に位置し、面積は14.40km²ある。このうちの半分以上はトレント大学の自然保護区で、生態学的に様々な野生動植物が生息している。
トレント大学は以下の系列下のカレッジに区分けすることができる。
1. シャンプレイン・カレッジ（Champlain College）
2. レイディ・イートン・カレッジ（Lady Eaton College）
3. キャサリン・パー・トレイル・カレッジ（Catharine Parr Traill College）
4. オトナビー・カレッジ（Otonabee College）
5. ピーター・グツォヴスキ・カレッジ（Peter Gzowski College）
6. ジュリアン・ブラックバーン・カレッジ（Julian Blackburn College）

それぞれのカレッジが学生宿舎や学生食堂、学生組合をもつ。

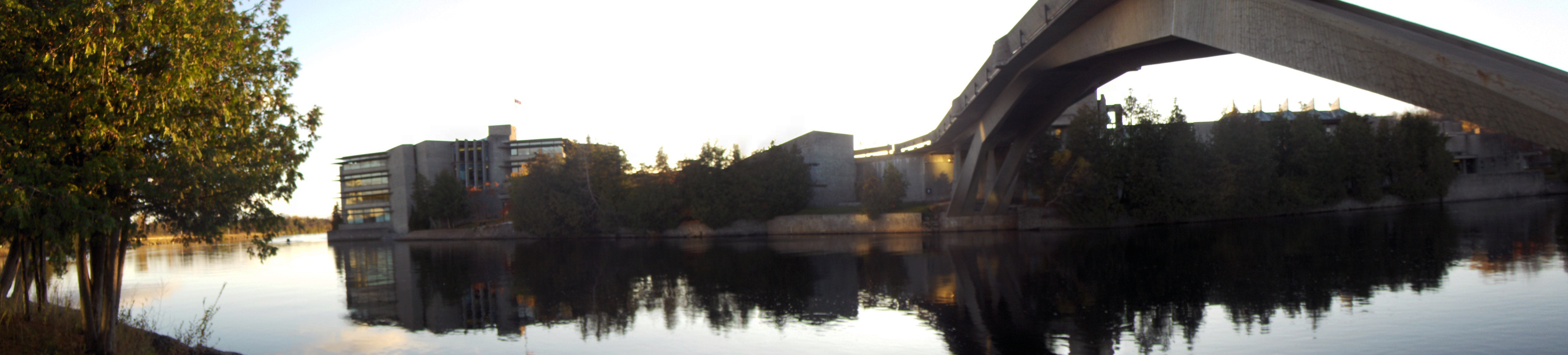
大学とオトナビー川に架かる橋